# Rima Oppolzer
Rima Oppolzer és una estructura geològica del tipus rima a la superfície de la Lluna, situada amb el sistema de coordenades planetocèntriques a 17.85 ° de latitud N i -47.78 ° de longitud E. Fa un diàmetre de 283.54 km. El nom va ser fet oficial per la UAI l'any 1964 i fa referència al proper cràter Oppolzer.